# 大垣市西公園
大垣市西公園（おおがきしにしこうえん）は、岐阜県大垣市にある都市公園である。
単に西公園と称することが多い。

## 概要
- 1965年（昭和40年）10月1日開園。1993年（平成5年）にはトレーニング室のある管理棟及びテニスコートが整備され、運動公園の一面もある。
- 園内には親水広場、芝生広場、噴水、ホタル池、藤棚、遊具（ブランコ、砂場、複合遊具、アスレチック遊具など）が設置されている。

## 運動施設概要

### テニスコート
- 夜間照明のある軟式テニス専用の全天候型砂入人工芝のコートが8面ある。観客席は1,000人。

### トレーニング室
- 管理棟3階にある。ランニングマシン、フィットネスバイクなどのトレーニングマシーンがある。

## 所在地
- 岐阜県大垣市日の出町2丁目69番地1

## アクセス
- 養老鉄道養老線「西大垣駅」下車、徒歩約5分。

## 周辺施設
- スイトピアセンター
- 奥の細道むすびの地記念館
- 大垣市役所
- 大垣市立興文中学校
- 大垣市立興文小学校
- 大垣市立西小学校
- 西大垣駅
- イビデン本社